# Paroząb mylny
Paroząb mylny (Didymodon fallax (Hedw.) R.H. Zander) – gatunek mchu należący do rodziny płoniwowatych (Pottiaceae Schimp.). 

## Rozmieszczenie geograficzne
Występuje w Ameryce Północnej (Kanada, Stany Zjednoczone, Meksyk), Europie, Azji i północnej Afryce. W Polsce podawany m.in. z województwa śląskiego, pasma Gorców czy Bieszczadów Zachodnich.

## Morfologia
GametofitRośnie w luźnych kępach lub w rozproszeniu. Rośliny zielone do czerwonobrązowych. Łodyżki osiągają od 0,75 cm do 1,5–2,5 cm wysokości. Listki łodygowe skręcone, stulone do słabo rozpostartych w stanie suchym, rozpostarte do odgiętych, gdy wilgotne. Blaszka jajowato-trójkątna do lancetowatej, długości od 0,6–1 mm do 2 mm, rzadko do 2,5 mm. Brzegi blaszki niemal proste do odgiętych w połowie listka, szczyt zaostrzony. Żebro krótko wystające z blaszki, ostro zakończone.
SporofitSeta czerwona, długości od 0,6 cm do 1–1,2 cm. Puszka zarodni długości 0,8–1,5 mm, cylindryczna, z wieczkiem o długim dzióbku. Perystom o 16 zębach, skręcony w lewo, przeważnie jednokrotnie, sporadycznie dwukrotnie, blado pomarańczowoczerwony. Zarodniki o średnicy 7–9 µm.

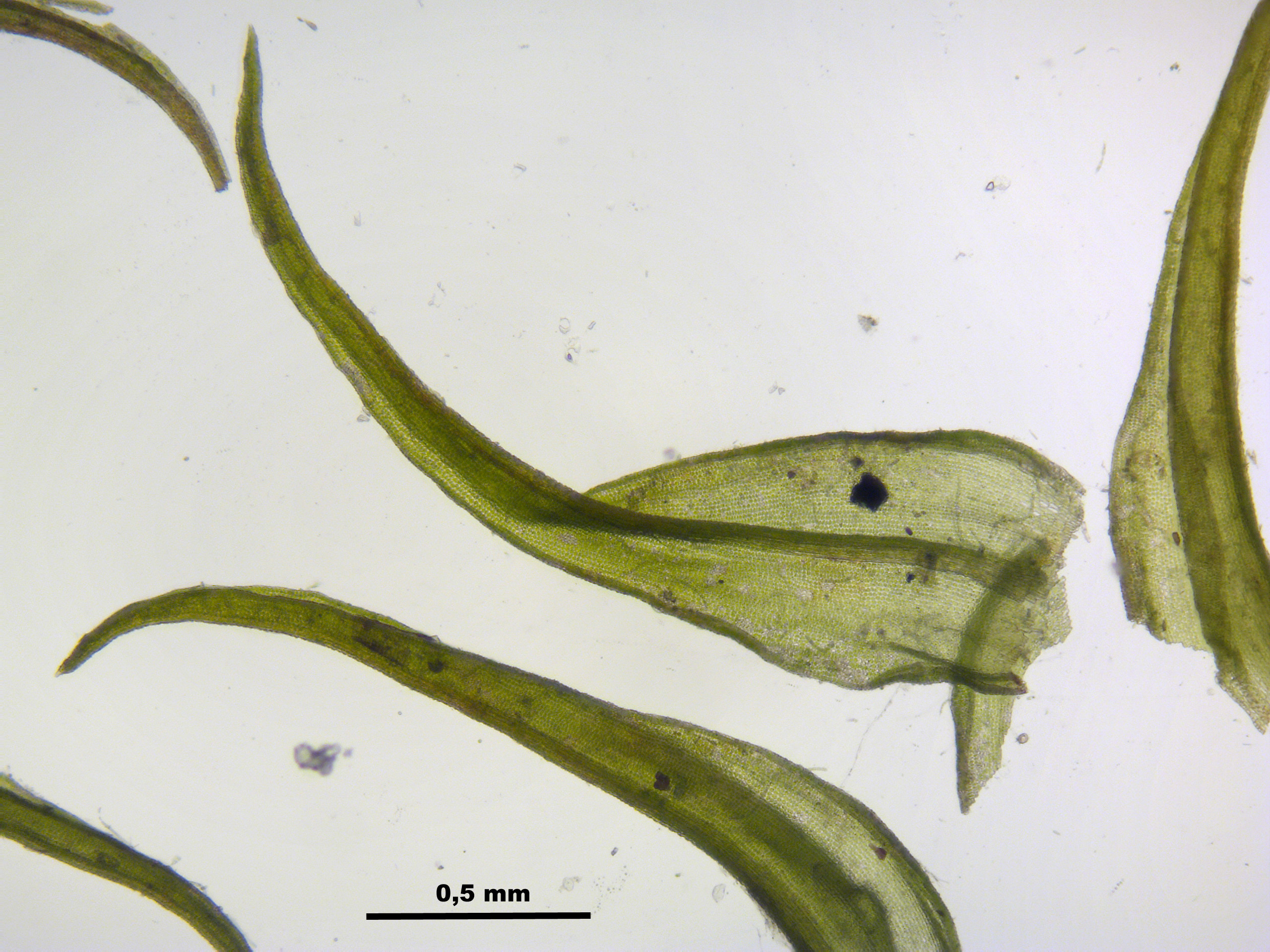
Listki
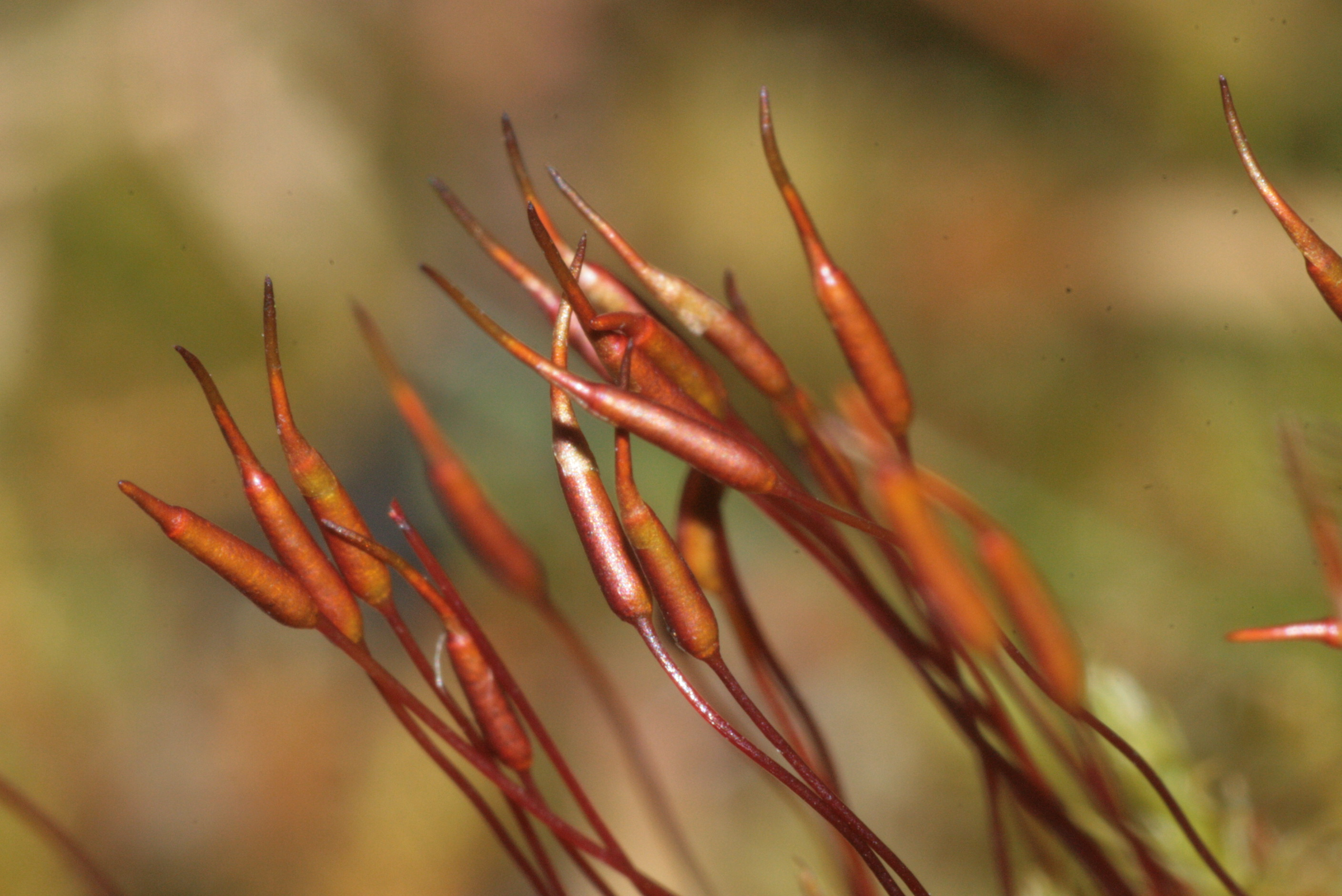
Puszki

Gatunki podobneDidymodon tomaculosus jest mniejszy (do 5 mm wysokości), ciemnozielony, pędy rosną w rozproszeniu na kwaśnych, ilastych polach uprawnych, można go odróżnić pod mikroskopem. D. insulanus ma dłuższe górne listki (3–5 mm), które charakterystycznie falują i skręcają się w stanie suchym. Paroząb rdzawy D. ferrugineus ma silniej odgięte listki i bardziej preferuje gleby wapienne. Paroząb kasztanowaty D. spadiceus jest zazwyczaj wyższy (1,5–3 cm) i ma dłuższe (2–4 mm) i prostsze listki. D. rigidulus ma węższe listki i rośnie na podłożu kamiennym. Paroząb śniady D. luridus i D. tophaceus mają bardziej zaokrąglone wierzchołki listków. Ceratodon purpureus może przypominać D. fallax wysokością (1–3 cm) i formą (luźne kępki), ale często ma winny czerwony odcień, podczas gdy D. fallax jest mniej błyszczący i bardziej pomarańczowy. Cheilothela chloropus wygląda bardziej kolczasto, a listki mają płaskie brzegi. Bryoerythrophyllum recurvirostrum ma rdzawoczerwone dolne partie łodyżek i dłuższe listki (3–4 mm).

## Biologia i ekologia
Gatunek dwupienny, kilkuletni. Zarodniki dojrzewają przez cały rok.
Gatunek światłolubny, kserofilny, słabo kalcyfilny. Występuje na wysokościach 250–3300 m n.p.m., w Bieszczadach Zachodnich maksymalnie do 763 m n.p.m.
Rośnie na glebie, mule, i podłożu skalnym: zlepieniec, dolomit, piaskowiec, gips, łupki czy wapień. W Bieszczadach Zachodnich rośnie na łąkach podgórskich i reglowych, na nasłonecznionych skałach i kamieniach. Gatunek hemerofilny, rozprzestrzeniający się dzięki działalności człowieka, rosnący także w zbiorowiskach pół-naturalnych i ruderalnych, np. na betonowych słupach oraz murach, na torowiskach, poboczach dróg i ścieżek, w kamieniołomach, kopalniach oraz przy ciekach wodnych i basenach. Może rosnąć na płytkiej, cienkiej warstwie gleby na skale czy na murze, ale nie bezpośrednio na kamieniu.

## Systematyka i nazewnictwo
Synonimy: Barbula adriatica Baumgartner, Barbula fallax Hedw.
Wyróżniane są taksony niższego rzędu:
- Didymodon fallax var. brevifolius (Dicks. ex With.) Ochyra – paroząb mylny krótkolistny[5]

## Zagrożenia i ochrona
Gatunek został wpisany na czerwoną listę mchów województwa śląskiego z kategorią zagrożenia „LC” (najmniejszej troski, stan na 2011 r.). W Czechach w 2005 r. również nadano mu kategorię „LC”. Odmiana paroząb mylny krótkolistny Didymodon fallax var. brevifolious (Dicks.) Ochyra otrzymała w województwie śląskim kategorię „DD” (o nieokreślonym zagrożeniu, wymagające dokładniejszych danych, stan na 2011 r.).
Stanowiska w Bieszczadach występujące na terenie Bieszczadzkiego Parku Narodowego objęte są ochroną.